# Lorenzo de Sepúlveda
Lorenzo de Sepúlveda (c. 1505 – c. 1580) fue un escritor español originario de Sevilla, conocido por sus romances.

## Vida y obra
Se desconoce gran parte de su vida. Nació en una familia acomodada y vivió la mayor parte de su vida en su ciudad natal de Sevilla.
En 1551 consiguió publicar con considerable éxito un volumen de poemas narrativos que había escrito, bajo el título de Romances nuevamente sacados de historias antiguas de la crónica de España.

Otro texto normalmente atribuido a este autor es una comedia en prosa al estilo de la commedia dell'arte italiana, representada por primera vez en 1565 y conocida como la Comedia de Sepúlveda. A pesar de que el estilo de la obra es muy diferente del que encontramos en los romances, y a pesar de que hay pocas pistas a la identidad del autor, Lorenzo de Sepúlveda ha sido siempre considerado como el mejor candidato para su autoría.

## LosRomances
Los romances en la cultura española han sido una forma narrativa popular importante desde la Edad Media. Generalmente, se transmitían de forma oral, cambiando según eran transmitidos, y solían versar sobre temáticas comunes como aventuras de héroes legendarios y reyes y caballeros de la historia. A principios del siglo XVI, se publicaron diferentes recopilaciones de estos. Impulsados por una generación de personas cultas interesadas en la historia, se vio en alza el subgénero conocido como "romances eruditos", compuestos como obras literarias y no para su transmisión oral. Los Romances de sepúlveda han sido muchas veces tomados como el origen de los mismos, aunque el año anterior, y aunque menos exitosos, Alonso de Fuentes realizó un trabajo similar. 
En la introducción a la primera edición de los Romances nuevamente sacados de historias antiguas de la crónica de España de 1551, Sepúlveda deja clara sus intenciones: crear una introducción a la verdadera historia de España para una audiencia popular, basada en las crónicas oficiales y utilizando el romance como forma de comunicación. Esperaba con ello que sus versos tomaran el lugar de las leyendas tradicionales a las que declaraba de "poco valor". Su fuente era la Crónica general, una recopilación de las crónicas medievales encargadas por Alfonso X el Sabio en 1264 y las cuales habían sido publicadas nuevamente por Florián de Ocampo en 1541. Irónicamente, aunque Sepúlveda lo desconocía, muchos de los episodios más dramáticos en las crónicas eran adaptaciones a prosa de romances y leyendas populares. Los Romances contienen varias narraciones acerca de Alfonso X, El Cid, y otras figuras históricas, así como unas cuantas historias de amor, cuentos bíblicos, y alegorías. Algunos de los temas que más influyeron a Sepúlveda en su elección de material, eran la relación entre el rey y su vasallos, y las interacciones entre cristianos y moros, muchas veces retratados de forma positiva y quizás demasiado edulcorada debido al interés creciente en la cultura y literatura mora que se vivió en España durante el siglo XVI.
Los Romances obtuvieron gran popularidad. El trabajo fue reeditado varias veces y futuras colecciones de romances incluyeron en ellas selecciones de los mismos. Muchos de ellos se convirtieron en la versión aceptada de los hechos de los que hablaban manteniendo tal estatus hasta finales del siglo XIX, aunque en la actualidad su reconocimiento ha ido desapareciendo. El poeta francés Théophile Gautier imitó uno de los romances de Sepúlveda en el poema "Le Cid et le juif" de 1843.